# Đăk Na
Đăk Na là một xã thuộc huyện Tu Mơ Rông, tỉnh Kon Tum, Việt Nam.
Xã Đăk Na có diện tích 85.48 km², dân số năm 2019 là 2.800 người, mật độ dân số đạt 33 người/km².